# Ewald Kooiman
Ewald Kooiman (Wormer, 14 giugno 1938 – Hurghada, 25 gennaio 2009) è stato un organista olandese.
Ha studiato organo ad Amsterdam con Piet Kee e a Parigi con Jean Langlais. È stato inoltre professore di lingue romanze.

## Incisioni
Ha registrato le opere complete per organo di Johann Sebastian Bach  per due volte su LP e CD suonando organi contemporanei. Aveva iniziato nel mese di aprile 2008 un terzo ciclo di registrazioni sugli organi Silbermann in Alsazia, quando egli morì inaspettatamente

## Insegnamento
Kooiman ha insegnato organo presso la Vrije Universiteit di Amsterdam, oltre che presso l'Accademia Estiva Internazionale per Organisti ad Haarlem, con particolare enfasi sull'interpretazione di Johann Sebastian Bach. Jos van der Kooy e Christine Kamp sono tra i suoi studenti. Come professore in visita, ha insegnato in varie università in Europa, Sud Africa e Corea. Ha curato più di 50 edizioni di musica organistica, che vanno soprattutto dal XVII al XIX secolo. Kooiman è stato riconosciuto a livello internazionale come specialista in esecuzioni filologicamente corrette, soprattutto per quanto riguarda la produzione organistica bachiana. Ha pubblicato numerosi libri e articoli sulla prassi esecutiva di Bach e su altri temi di ricerca organistici. Kooiman è morto per un arresto cardiaco durante un viaggio in Egitto il 25 gennaio 2009.